# Migliori prestazioni italiane nel salto in alto

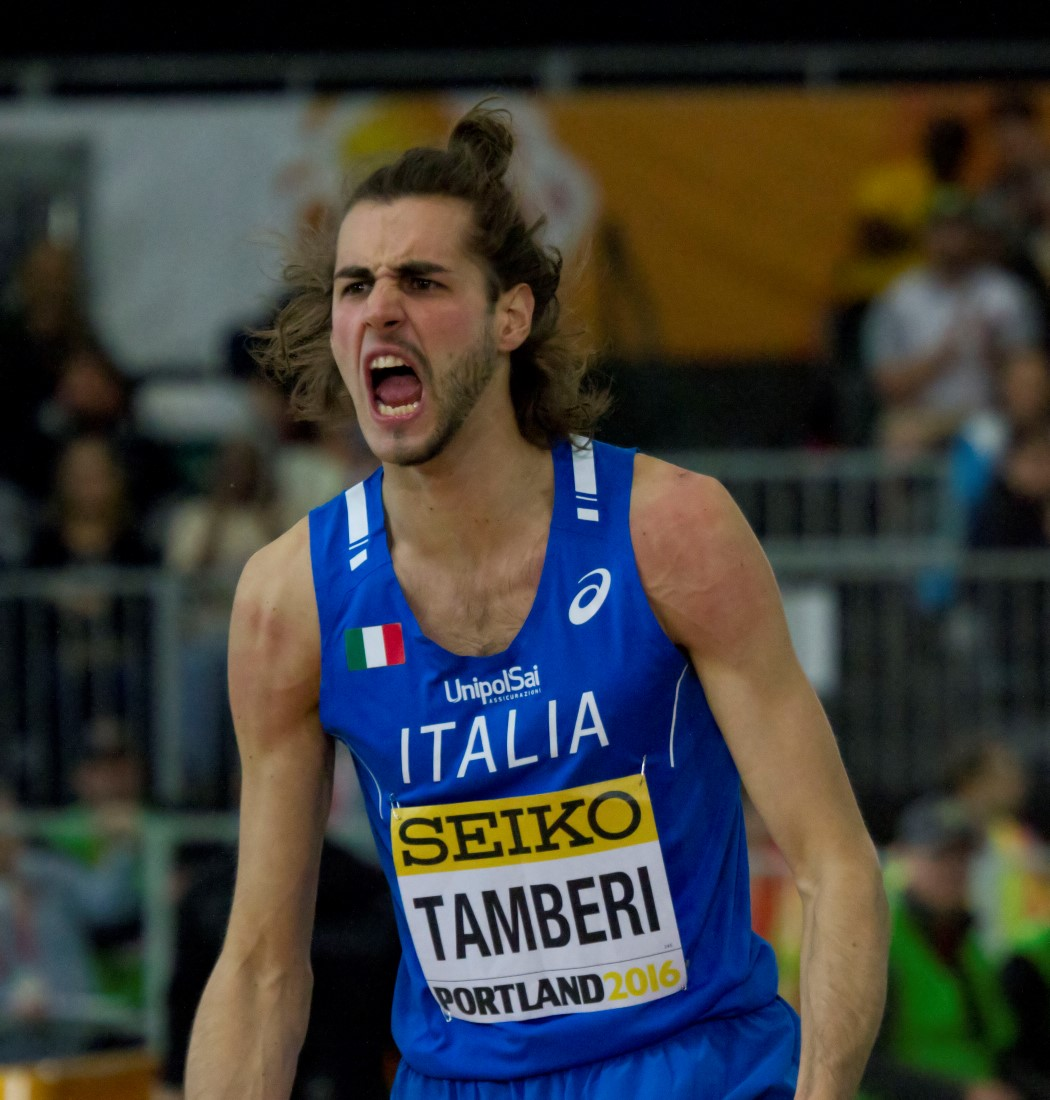
Gianmarco Tamberi, primatista italiano di salto in alto outdoor e indoor

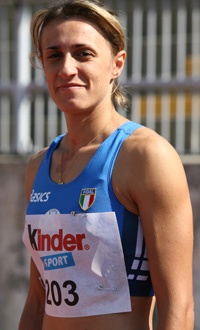
Antonietta Di Martino, detentrice dei record nazionali di specialità outdoor e indoor

La lista delle migliori prestazioni italiane nel salto in alto, aggiornata periodicamente dalla Federazione Italiana di Atletica Leggera, raccoglie i migliori risultati di tutti i tempi degli atleti italiani nella specialità del salto in alto.
Dal 1976 al 1992 le liste italiane femminili hanno sofferto di un notevole ristagno, tanto che la prima donna a scalzare Sandra Dini dal 2º posto alle spalle di Sara Simeoni fu Antonella Bevilacqua dopo 11 anni, nel 1992.

## Maschili outdoor
Statistiche aggiornate al 2 ottobre 2022 

## Femminili outdoor
Statistiche aggiornate al 2 ottobre 2022.
|     | Misura | Atleta                | Luogo      | Data              |
| --- | ------ | --------------------- | ---------- | ----------------- |
| 1.  | 2,03 m | Antonietta Di Martino | Milano     | 24 giugno 2007    |
| 2.  | 2,02 m | Elena Vallortigara    | Londra     | 22 luglio 2018    |
| 3.  | 2,01 m | Sara Simeoni          | Brescia    | 4 agosto 1978     |
| 4.  | 1,98 m | Antonella Bevilacqua  | Milano     | 4 maggio 1996     |
| 4.  | 1,98 m | Alessia Trost         | Tampere    | 13 luglio 2013    |
| 6.  | 1,97 m | Desirée Rossit        | Bressanone | 10 giugno 2016    |
| 7.  | 1,95 m | Francesca Bradamante  | Udine      | 23 maggio 1998    |
| 7.  | 1,95 m | Raffaella Lamera      | Firenze    | 5 giugno 2010     |
| 9.  | 1,94 m | Erika Furlani         | Rieti      | 11 luglio 2020    |
| 10. | 1,93 m | Idea Pieroni          | Livorno    | 21 settembre 2024 |

## Maschili indoor
Statistiche aggiornate al 20 marzo 2022.

## Femminili indoor
Statistiche aggiornate al 20 marzo 2022.
|    | Misura | Atleta                | Luogo           | Data             |
| -- | ------ | --------------------- | --------------- | ---------------- |
| 1. | 2,04 m | Antonietta Di Martino | Banská Bystrica | 9 febbraio 2011  |
| 2. | 2,00 m | Alessia Trost         | Třinec          | 29 gennaio 2013  |
| 3. | 1,98 m | Antonella Bevilacqua  | Atene           | 28 febbraio 1994 |
| 4. | 1,97 m | Sara Simeoni          | Grenoble        | 22 febbraio 1981 |
| 5. | 1,96 m | Elena Vallortigara    | Ancona          | 23 febbraio 2020 |
| 6. | 1,92 m | Daniela Galeotti      | Valencia        | 19 febbraio 2000 |
| 7. | 1,91 m | Desirée Rossit        | Pordenone       | 31 gennaio 2015  |
| 8. | 1,90 m | Donatella Bulfoni     | Genova          | 23 gennaio 1982  |
| 8. | 1,90 m | Alessandra Fossati    | Genova          | 5 febbraio 1986  |
| 8. | 1,90 m | Francesca Bradamante  | Castellanza     | 15 febbraio 1998 |
| 8. | 1,90 m | Anna Visigalli        | Ancona          | 3 febbraio 2001  |
| 8. | 1,90 m | Raffaella Lamera      | Ancona          | 27 febbraio 2010 |
| 8. | 1,90 m | Erika Furlani         | Ancona          | 5 febbraio 2017  |
| 8. | 1,90 m | Idea Pieroni          | Minsk           | 26 febbraio 2020 |